# Planinski zajec
Planinski oziroma skalni zajec ( def ime Lepus timidus) je zajec, ki se je prilagodil življenju v polarnih in gorskih habitatih. Preživi lahko pri temperaturah do -40 °C. Poleti je sivo rjav, spodaj sivo bel, pozimi pa povsem bel. Rob uhlja je vse leto črn.

## Razširjenost
Poseljuje različne življenjske prostore, od arktične tundre čez severne iglaste gozdove, do visokega gorovja nad drevesno mejo.
Razširjen je od Skandinavije do vzhodne Sibirije. Poleg tega so tudi osamljene populacije v Alpah, Irski, Škotski, Walesu in otoku Hokaido.
Alpska pasma naseljuje območja ruševja in nad njim ležeče območje gorskega travnika.

## Telesne značilnosti

### Telesne mere
Podoben je poljskemu zajcu, vendar je manjši in bolj čokat. Dolžina njegovega telesa meri 46-60 cm, njegov rep pa 4-8 cm. Težak je okoli 2-3 kg.

### Tace
Sprednja stran tačk planinskega zajca je zaradi boljše toplotne izolacije in varnosti koraka na snegu in ledu močno poraščena.Rep je bolj ali manj enobarven.  

### Prilagoditve v življenjskem okolju
Zimski kožuh postane bel, tako da žival ni opazna v sneženi pokrajini in postane še posebej gost na kratkih ušesih. Poletni kožuh je lažji in veliko temnejši.

### Ušesa
Ima kratki ušesi, ki preprečujeta preveliko toplotno oddajanje iz telesa.

## Razmnoževanje
Spolno je zrel z enim letom. Pari se spomladi, v tundri pa se začne parjenje šele v maju. Čas brejosti je 50 dni kar je več kot pri drugih vrstah zajcev. Zato so mladički bolje razviti, kar jim povečuje možnost preživetja. Velikost legla je od 1 do 5 mladičev. Imajo že pravi kožuh in takoj vidijo ter hodijo. Mladiči dosežejo spolno zrelost v drugem letu.
V času razmnoževanja postanejo samci precej divji. Drug drugega lovijo in se bojujejo, da bi osvojili samičko in obenem varujejo svoje območje. 

## Način življenja
Večinoma je samotar, vendar se na pasiščih družijo. Aktiven je predvsem ponoči. Pri nenadnem začetku zime pogosto tvori večje skupine v Arktiki. Že pri majhnem znaku nevarnosti celotna skupina pobegne, pri čemer se živali razkropijo na vse strani in tako zmedejo sovražnika. 

## Prehrana
Hrani se s travo, zelišči in pritlikavim grmovjem. Ko so rastline pod snegom in ledom, si morajo s svojimi močnimi in ostrimi kremplji hrano izpraskati izpod snežne odeje, da lahko preživijo.